# Tanti
Tanti is een plaats in het Argentijnse bestuurlijke gebied Punilla in de provincie Córdoba. De plaats telt 4.579 inwoners.

## Geboren
- Franco Vázquez (22 februari 1989), voetballer